# Маркино (Вадинский район)
Маркино — деревня в Вадинском районе Пензенской области. Входит в состав Ягановского сельсовета.

## География
Деревня расположена в северо-западной части области на расстоянии примерно в 18 километрах по прямой к востоку-юго-востоку от районного центра Вадинска.
Часовой пояс
Деревня Маркино как и вся Пензенская область, находится в часовой зоне МСК (московское время). Смещение применяемого времени относительно UTC составляет +3:00.

## Население
| 2010 |
| ---- |
| 8    |

Национальный состав
Согласно результатам переписи 2002 года, в национальной структуре населения русские составляли 100 % из 28 чел..